# Энтомологический вестник
Энтомологический вестник — научный журнал прикладной и научной энтомологии. Журнал издавался Киевским обществом любителей природы в 1912—1914 годах 2 раза в год. Являлся первым в Российской Империи журналом по прикладной энтомологии.
Редактором журнала выступал Владимир Петрович Поспелов — советский и украинский энтомолог, академик АН УССР (1939), являющийся также одним из инициаторов организации местных учреждений по защите сельскохозяйственных растений, и создания в СССР в 1931 году службы карантина растений.

## Список номеров
- 1912 т. 1 № 1 (март) — № 2 (сентябрь 1913)
- 1914 т. 2 № 1 (б. д.).